# 400年代
| 千纪： | 1千纪                                                                                  |
| 世纪： | 3世纪 \| 4世纪 \| 5世纪                                                                |
| 年代： | 370年代 \| 380年代 \| 390年代 \| 400年代 \| 410年代 \| 420年代 \| 430年代              |
| 年份： | 400年 \| 401年 \| 402年 \| 403年 \| 404年 \| 405年 \| 406年 \| 407年 \| 408年 \| 409年 |

## 大事记
- 400年，後燕皇帝慕容盛改稱天王。西秦遷都苑川（甘肅蘭州東）。西秦王乞伏乾歸降後秦。北涼敦煌太守李暠叛北涼，據敦煌，稱涼公。史稱西涼。南燕王慕容德稱帝。
- 401年，南涼禿髮利鹿孤稱河西王。後涼天王呂纂為番禾（甘肅永昌）太守呂超所殺，族弟中領軍呂隆嗣位。北涼王段業殺輔國將軍沮渠男成謀反，沮渠男成弟沮渠蒙遜叛，殺段業，繼位，稱張掖公。後燕天王慕容盛被殺，其叔河間公慕容熙嗣位。
- 402年，東晉桓玄之乱开始。
- 403年，後涼灭亡，晉安帝司馬德宗讓位於大將軍桓玄，桓玄即位，國號楚，封司馬德宗為平固王。
- 404年，東晉中兵參軍劉裕起兵討桓玄，桓玄軍連敗，挾東晉安帝司馬德宗奔還江陵，為益州都護馮遷所殺。
- 405年，東晉青州刺史劉毅攻陷江陵，迎晉安帝司馬德宗還建康（江蘇南京）復位。東晉益州（四川成都） 參軍譙縱起兵殺益州刺史毛璩，據成都，稱成都王，史稱譙蜀。南燕獻武帝慕容德卒，侄慕容超嗣位。
- 406年，南涼遷都姑臧（甘肅武威）。
- 407年，後秦安北將軍劉勃勃稱大夏天王。後燕中衛將軍馮跋因於龍城（遼寧朝陽）起兵，立夕陽公慕容雲為君。斬天王慕容熙，後燕亡。
- 408年，西哥特部落酋長阿拉里克統本族人及東哥特部落族人西攻，圍羅馬城，西羅馬帝國乞和，獻贖金一百斤黃金，三千斤胡椒，阿拉里克退。
- 409年，東晉中軍將軍劉裕遂大舉攻南燕，圍廣固（山東青州）。乞伏乾歸仍稱秦王，西秦復國。高雲為寵臣離班刺殺，征北大將軍馮跋誅離班，嗣位。北魏道武帝拓跋珪被清河王拓跋紹殺害。齊王拓跋嗣嗣位為明元帝。汪達爾部落侵入西羅馬帝國西班牙境。